# Euplagia quadripunctaria
La falena dell'edera (Euplagia quadripunctaria (Poda, 1761)) è un lepidottero appartenente alla famiglia Erebidae, diffuso in Eurasia.

## Descrizione

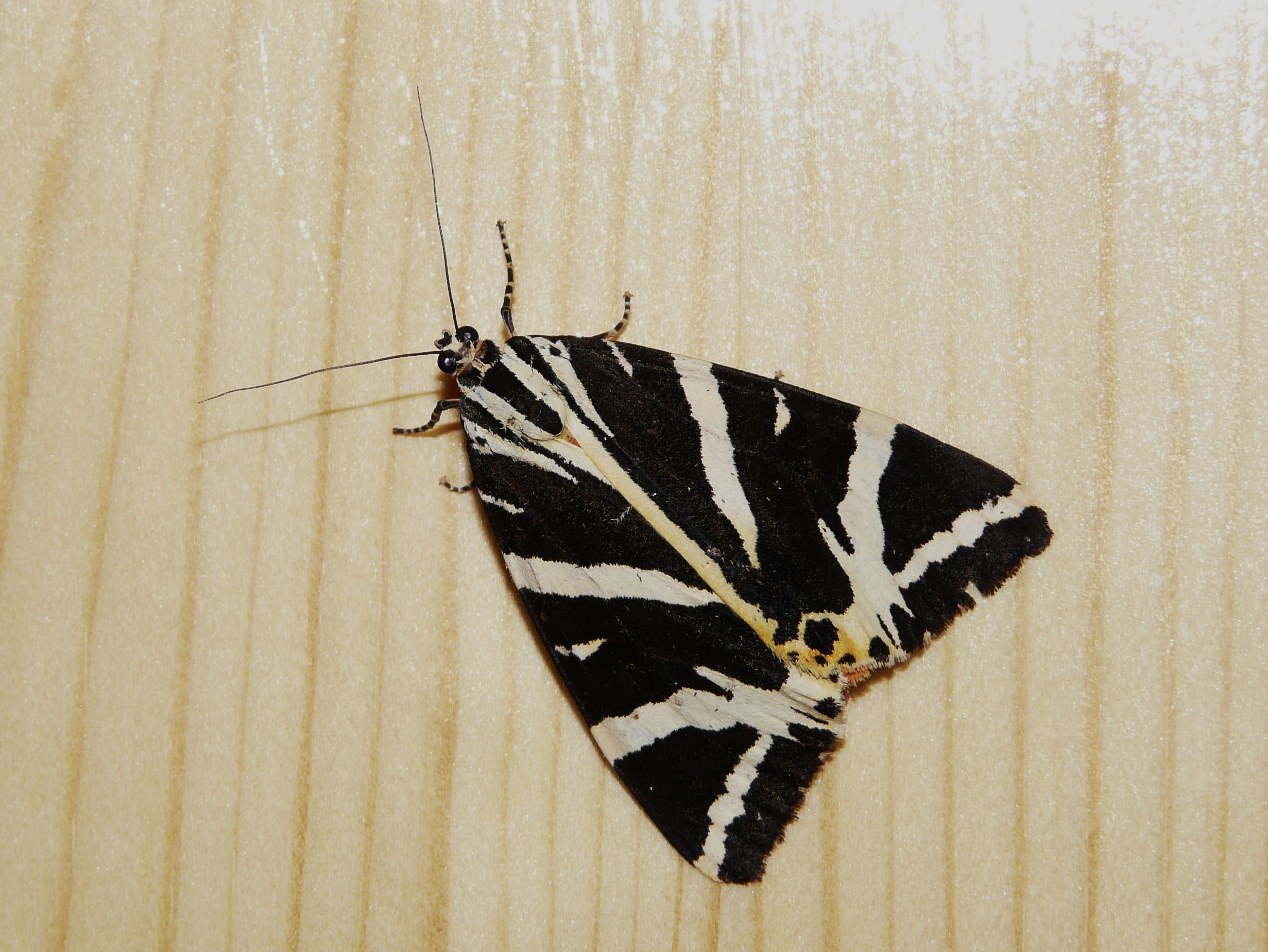
Adulto ad ali piegate fotografato a Périgueux (Dordogna, Francia)

### Adulto
È una farfalla di medie dimensioni, dal corpo allungato e quasi completamente priva di peli, oltre che dotata di una spirotromba ben sviluppata. Raggiunge un'apertura alare di 45-53 mm; le ali anteriori sono nere o grigio scuro, striate di bianco (inconfondibile è la striscia bianca a forma di "V" nell'angolo esterno), mentre quelle posteriori sono rosse con 3-4 macchie nere.

### Larva
Il bruco è di colore bruno nerastro, con una striscia dorsale giallognola e i fianchi percorsi da una fila di macchie bianche; presenta diversi tubercoli rossicci, da cui spuntano ciuffetti di setole chiare.

## Biologia

### Alimentazione
Il bruco si nutre da principio di foglie di ortica, tarassaco e piantaggine; dopo aver svernato si ciba di edera, senecione, viperina, lampone, nocciolo e altri arbusti. L'adulto si ciba di nettare dai fiori di varie specie, ad esempio la canapa acquatica.

### Periodo di volo
L'adulto sfarfalla tra giugno e settembre ed è attivo principalmente nelle ore serali e notturne, ma vola anche di giorno.

## Distribuzione e habitat

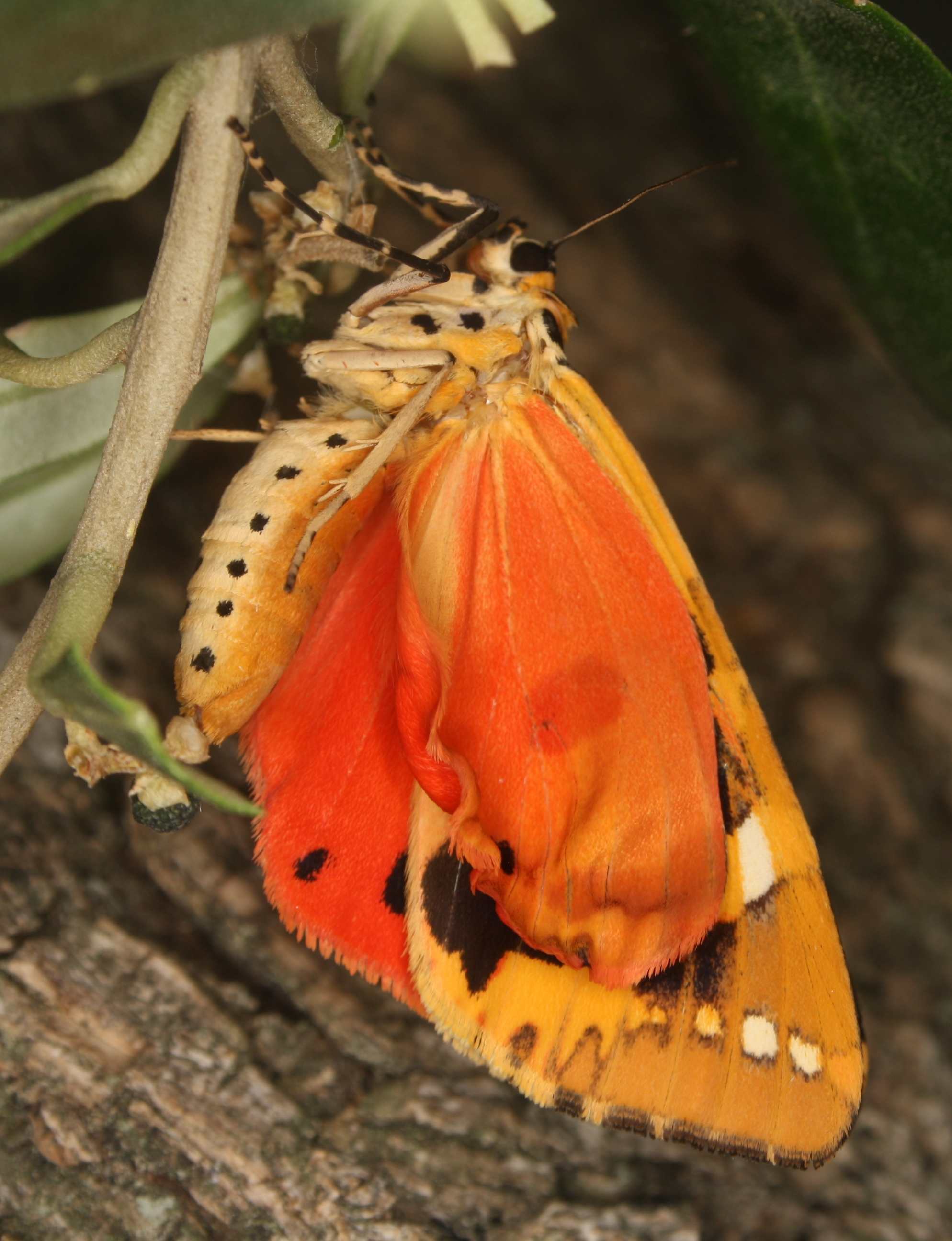
Vista laterale dell'adulto

È una specie comune, attestata in gran parte d'Europa, con l'eccezione di alcune isole (Islanda, Irlanda, Sardegna) e di alcune regioni settentrionali, come la penisola scandinava e parte del circondario federale nordoccidentale. È presente anche in Asia centrale, arrivando fino all'Iran e al Turkmenistan.
Frequenta le zone ripariali o umide, sia pendii rocciosi, sia boschi, con preferenza per le zone erbose; si trova dalla pianura fino a un'altitudine di 1500 mlsm.

## Tassonomia

### Sottospecie
Sono note quattro sottospecie:
- Euplagia quadripunctaria fulgida (Oberthür, 1896)
- Euplagia quadripunctaria ingridae de Freina, 1999
- Euplagia quadripunctaria quadripunctaria (Poda, 1761)
- Euplagia quadripunctaria rhodosensis (Daniel, 1953)